# Eburia laticollis
Eburia laticollis es una especie de escarabajo longicornio del género Eburia, tribu Eburiini, familia Cerambycidae. Fue descrita científicamente por Bates en 1880.
Se distribuye por Costa Rica, Guatemala, Honduras, México y Nicaragua.

## Descripción
La especie mide 13-26,6 milímetros de longitud. El período de vuelo ocurre en los meses de abril, mayo, junio, julio y agosto.